# Делавер Сити
Делавер Сити (енгл. Delaware City) град је у округу Њу Кастл у америчкој савезној држави Делавер. По попису становништва из 2010. у њему је живело 1.695 становника

## Демографија
|                   | 2010.          | 2000.          |
| Укупно            | 1 695 (100,0%) | 1 453 (100,0%) |
| Белци             | 1 374 (81,06%) | 1 263 (86,92%) |
| Остали            | 229 (13,51%)   | 19 (1,308%)    |
| Хиспаноамериканци | 60 (3,540%)    | 18 (1,239%)    |
| Азијати           | 17 (1,003%)    | 3 (0,206%)     |
| Афроамериканци    | 15 (0,885%)    | 150 (10,32%)   |